# Ада (филм)
Ада је југословенски филм из 1985. године. Режирао га је Милутин Косовац, који је написао и сценарио.

## Радња
Млада жена живи у браку са шармантним и амбициозним доктором са којим има сина.Ова скромна и поштена жена, са дипломом француског и латинског језика узалудно покушава да се запосли. Међутим, њен муж успева, не много часним средствима, издејствовати себи специјализацију у Америку. Она остаје сама са сином.
На њу насрће утицајни човек који јој нуди посао уз одређене уступке ...

## Улоге
| Глумац                   | Улога              |
| ------------------------ | ------------------ |
| Александар Берчек        | Здравко            |
| Весна Чипчић             | Војка              |
| Ади Каралић              | Зоки               |
| Зоја Одак                | Ада                |
| Ружица Сокић             | Др. Шефер          |
| Боро Стјепановић         | Рале               |
| Бора Тодоровић           | Мартин             |
| Велимир Бата Живојиновић | Младен             |
| Деметер Битенц           | Стипанић           |
| Емир Хаџихафизбеговић    | Бранко             |
| Јасна Диклић             | Службеница у пошти |
| Здравко Биоградлија      |                    |
| Звонко Зрнчић            |                    |
| Миодраг Брезо            | Службеник на бироу |
| Божидар Буњевац          | Шофер Божо         |